# Ancylotrypa flaviceps
Ancylotrypa flaviceps är en spindelart som först beskrevs av Pocock 1898.  Ancylotrypa flaviceps ingår i släktet Ancylotrypa och familjen Cyrtaucheniidae. Inga underarter finns listade i Catalogue of Life.